# Lukhovitsi
Lukhovitsi - Луховицы (rus) - és una ciutat de l'óblast de Moscou, a Rússia. Es troba a la vora del riu Okà, a 135 km al sud-est de Moscou.

## Història
Abans coneguda com a Glukhovitxi, fou mencionada per primer cop com un assentament d'una votxina de l'arquebisbe de Riazan. L'assentament rebé el nom de Lukhovitxi a mitjan segle xx. Més endavant prengué el nom oficial de Lukhovitsi. El 1957 aconseguí l'estatus de ciutat.
A 11 km al nord-est de Lukhovitsi hi ha l'assentament de Dedinovo, conegut com un dels centres més grans de construcció naval des del segle xvii a Rússia.